# Meligethes incanus
Meligethes incanus är en skalbaggsart som beskrevs av Sturm 1845. Meligethes incanus ingår i släktet Meligethes, och familjen glansbaggar. Arten har ej påträffats i Sverige.